# Tereo (Sofocle)
(Fr. 583 N.)
Tereo (greco antico: Τηρεύς) è una tragedia perduta di Sofocle di cui restano vari frammenti, scritta probabilmente in un arco di tempo compreso tra il 431 a.C. e il 414 a.C..

## Trama
Una ipotesi datata al II o III secolo d.C., tradotta da P.J. Parsons nel 1974, restituisce le linee essenziali del dramma.
Come raccontato da un araldo a inizio del prologo, Tereo, re di Tracia, è sposato con Procne, figlia del sovrano di Atene, dalla quale ha avuto un figlio, Iti. Procne vuole vedere sua sorella Filomela e chiede a Tereo di accompagnare la sorella in Tracia: tuttavia, durante il viaggio, Tereo si innamora di Filomela e la violenta.

All'inizio del dramma, Tereo si presenta a Procne dicendo che Filomela é morta: in realtá, al fine di impedirle di dire a Procne ciò che aveva fatto, le ha tagliato la lingua e vestita da schiava.
Ma Filomela tesse un arazzo che mostra quello che era successo e lo mostra a Procne che, dopo un drammatico riconoscimento tra le due sorelle, per vendetta, insieme a Filomela stessa uccide Iti - non senza pentimenti di fronte al proprio bambino e lo serve come pasto a Tereo.
Il sovrano, adirato, inizia l'inseguimento delle due sorelle, raccontato da un nunzio al coro delle donne atterrite.

Gli dei, infine, trasformano Procne e Filomela in un usignolo e una rondine per proteggerli da Tereo, mentre Tereo viene trasformato in upupa, come annunciato da Apollo ex machina. Il coro così  commenta:
(fr. 589)
.

## Influssi
La tragedia sofoclea acquisí grande popolarità in questi quindici anni, come dimostra il fatto che altri due scrittori greci trattarono il mito di Tereo: in primo luogo, Aristofane ne Gli uccelli, dove Tereo viene presentato come upupa e Tucidide ne La guerra del Peloponneso, dove distingue tra Teres, re di Tracia e il mitico Tereo, probabilmente proprio in virtù della popolarità della tragedia sofoclea.

Inoltre, sembra che Sofocle sia stato influenzato dalla Medea di Euripide nella presentazione del personaggio di Procne, combattuta tra l'amore di madre e il desiderio di vendetta.